# Божурці
Божу́рці (болг. Божурци) — село в Кирджалійській області Болгарії. Входить до складу общини Черноочене.

## Населення
За даними перепису населення 2011 року у селі проживали 248 осіб, з них 238 осіб (99,2%) — турки.
Розподіл населення за віком у 2011 році:
Динаміка населення: